# Gran Premio Industria e Commercio di Prato 2010
Il Gran Premio Industria e Commercio di Prato 2010, sessantacinquesima edizione della corsa e valida come evento dell'UCI Europe Tour 2010, si svolse il 19 settembre 2010, per un percorso totale di 178 km. Fu vinto dall'italiano Diego Ulissi che giunse al traguardo con il tempo di 4h03'00" alla media di 43,951 km/h.
Partenza con 122 ciclisti, dei quali 74 portarono a termine il percorso.

## Ordine d'arrivo (Top 10)
| Pos. | Corridore            | Squadra       | Tempo    |
| ---- | -------------------- | ------------- | -------- |
| 1    | Diego Ulissi         | Lampre        | 4h03'00" |
| 2    | Michele Scarponi     | Androni Gioc. | s.t.     |
| 3    | Alessandro Proni     | Acqua & Sap.  | s.t.     |
| 4    | Giovanni Visconti    | ISD-Neri      | a 11"    |
| 5    | Francisco Ventoso    | Carmiooro     | a 12"    |
| 6    | Luca Paolini         | Acqua & Sap.  | s.t.     |
| 7    | Alessandro Bertolini | Androni Gioc. | s.t.     |
| 8    | Alessandro Bisolti   | Colnago       | s.t.     |
| 9    | Tadej Valjavec       | AG2R La Mond. | s.t.     |
| 10   | Przemysław Niemiec   | Miche         | s.t.     |